# アットワン
アットワン（@WAN）は、タイムス株式会社が運営するインターネットカフェである。東愛産業が運営していたが2011年に事業売却を行い、タイムス株式会社が買収している。
2023年9月現在、大阪府・兵庫県に計2店舗を展開している。タイムス株式会社は日本複合カフェ協会に加盟しているが、アットワンについては加盟店となっていない。

## 主なサービス・設備・特徴
店舗によって一部異なる。
- 雑誌、漫画の閲覧
- インターネットアクセスができるパソコン
- オンラインゲーム
- フリードリンクが利用できるドリンクバー
- シャワールーム

## 店舗の一覧
- 大阪府
  - なんば店（大阪市中央区）
- 兵庫県
  - JR三宮店（神戸市中央区）

### かつて営業していた店舗
- 東京都
  - 池袋西口店（豊島区）
    - 2014年12月22日に自遊空間池袋西口センタービル店跡地に開店したが、2019年4月に閉店した。
- 大阪府
  - 東梅田店（大阪市北区） - 梅田OSホテル内。店舗近くに停留所がある近鉄バスの高速バス利用者には割引サービスがある。
    - メディアカフェポパイお初天神店との統合という形で2020年11月4日に閉店した。

  - 千日前店（大阪市中央区）
    - 跡地には2019年10月31日に快活CLUBなんば千日前店（株式会社快活フロンティア）が開店

  - なんば日本橋駅前店（大阪市中央区）2023年9月19日に閉店した。
- 兵庫県
  - 生田新道店（神戸市中央区）
- 奈良県
  - いかるが店（生駒郡斑鳩町）
    - ミューズカフェ斑鳩店（2014年8月30日閉店）を譲り受け、同年9月11日に開店したが、2016年に閉店した。